# Kärleksblomster
Kärleksblomster (Nemophila maculata) är en strävbladig växtart som beskrevs av George Bentham och John Lindley. Enligt Catalogue of Life ingår Kärleksblomster i släktet kärleksblomstersläktet och familjen strävbladiga växter. Arten förekommer tillfälligt i Sverige, men reproducerar sig inte. Inga underarter finns listade i Catalogue of Life.

## Bildgalleri

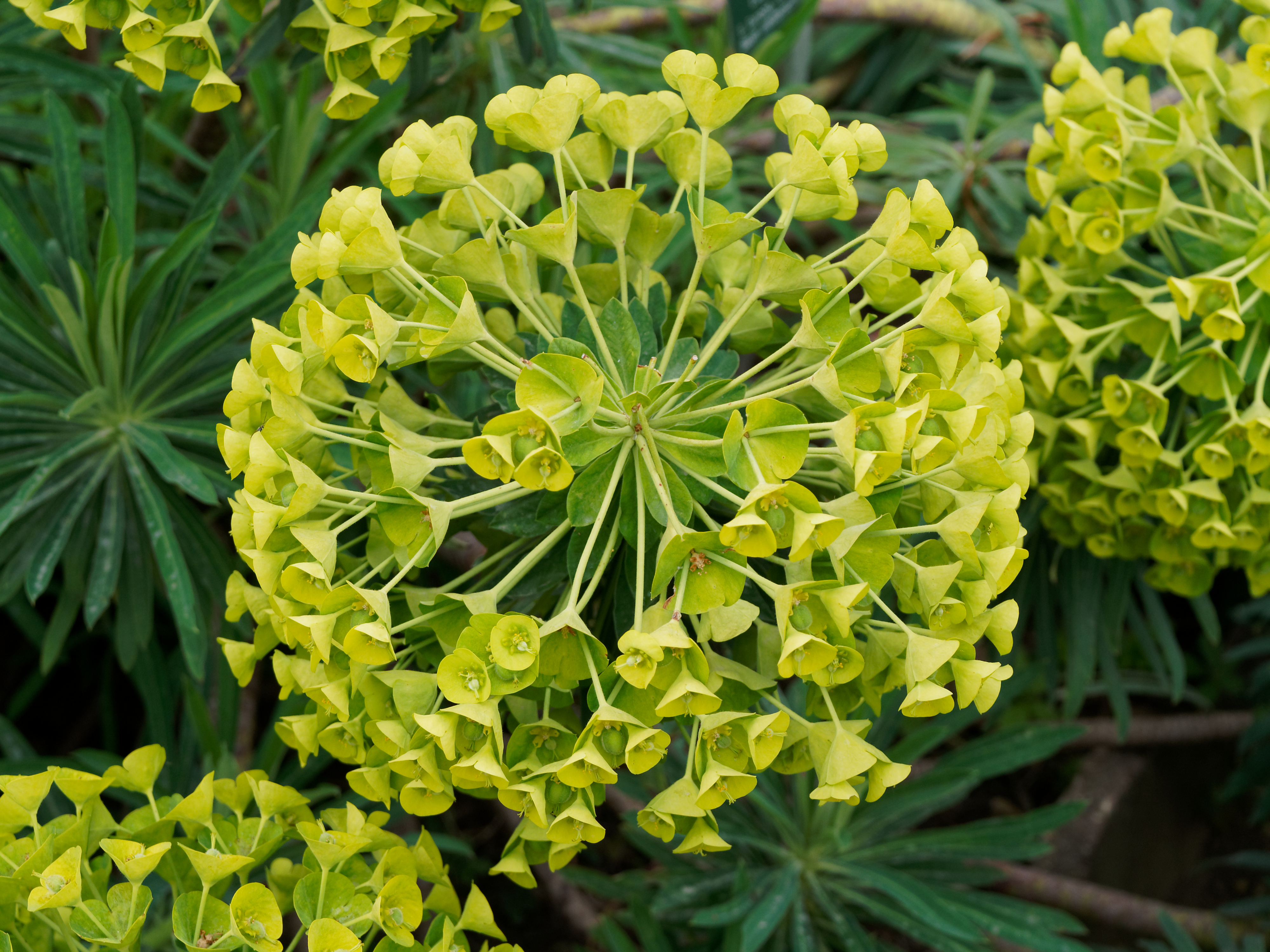
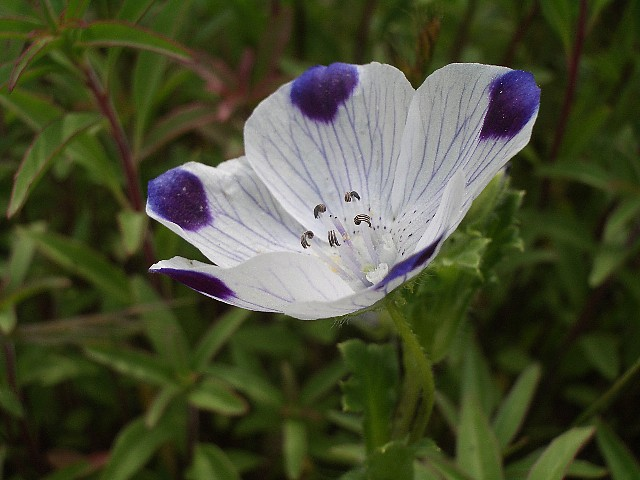
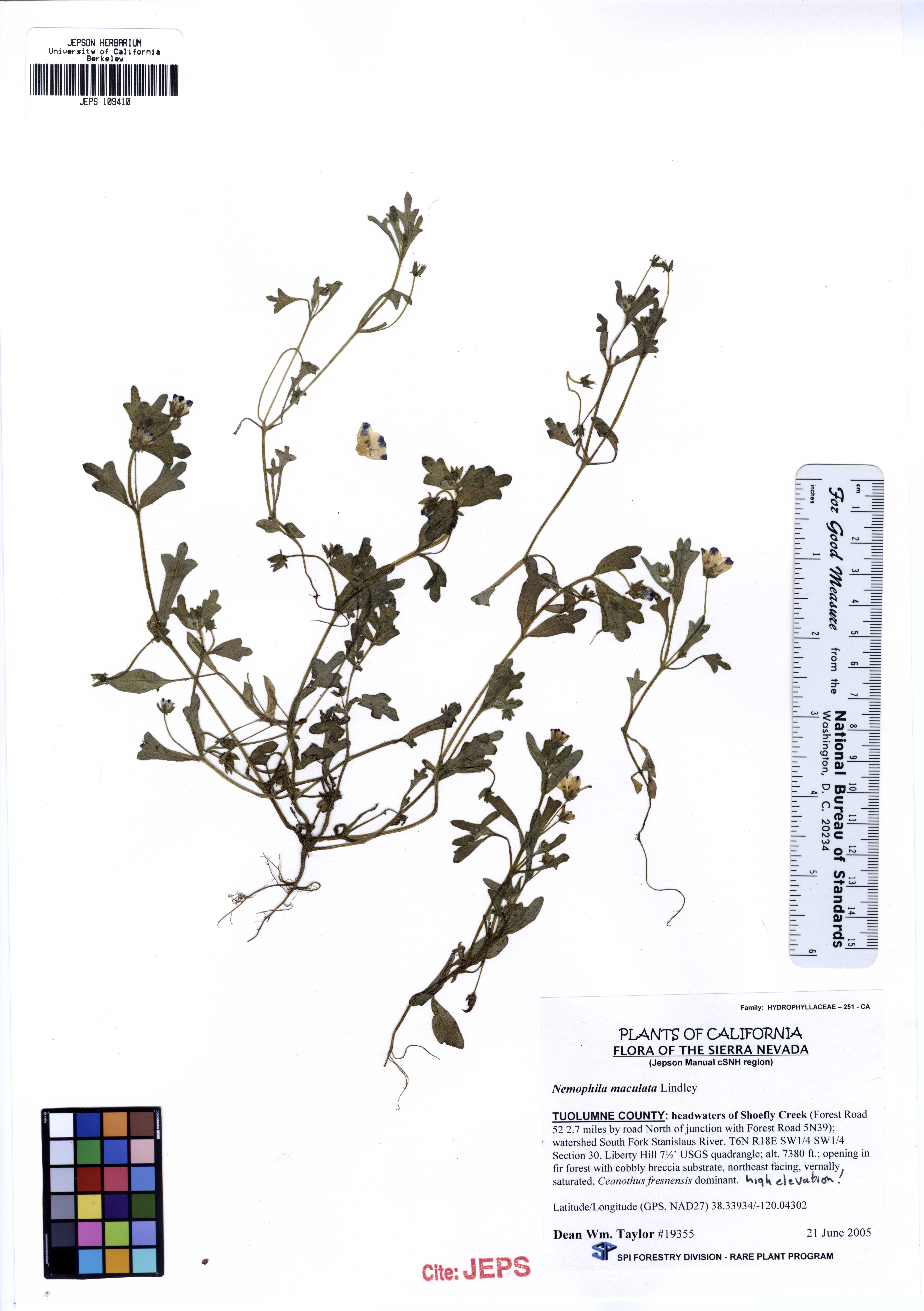
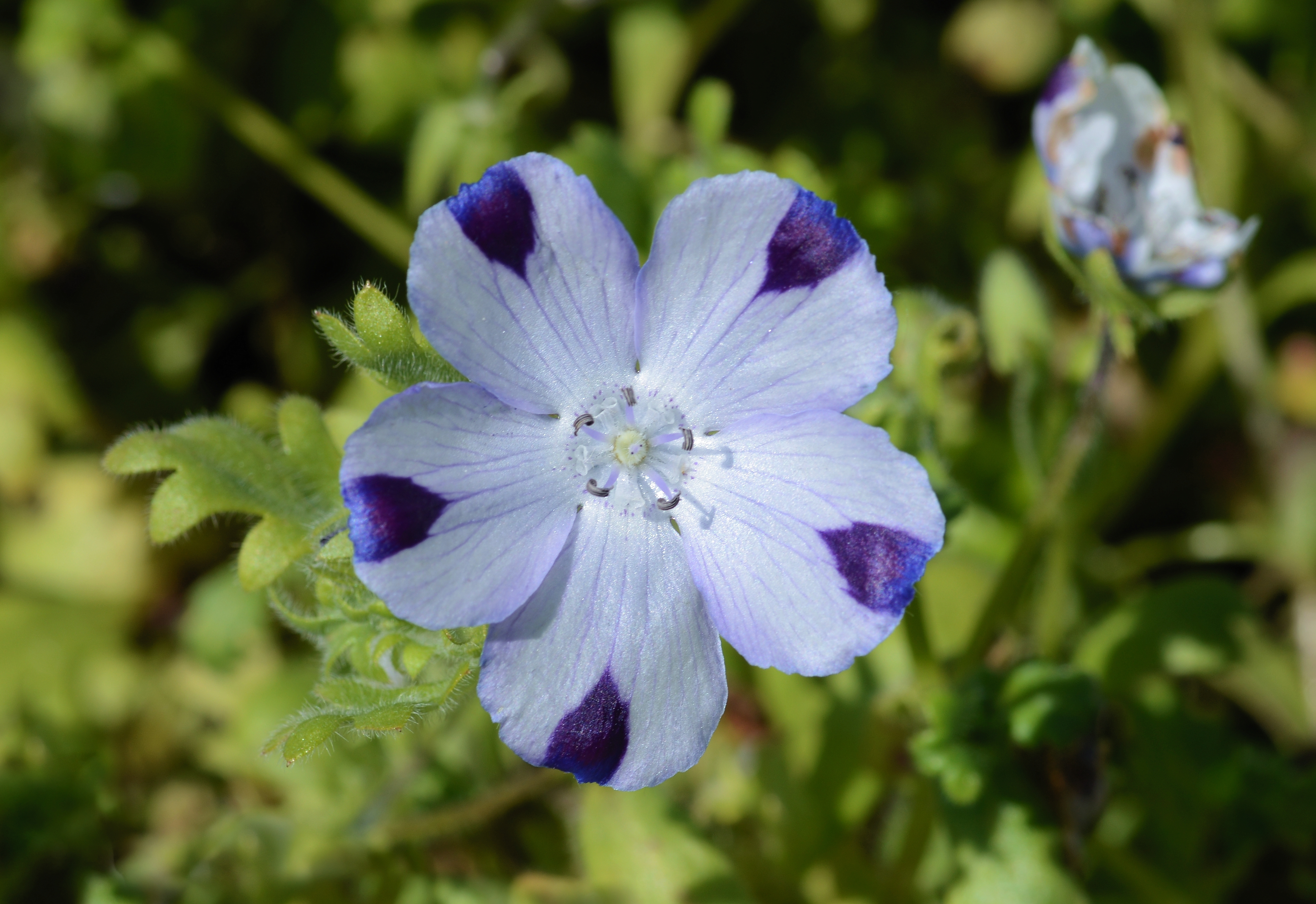
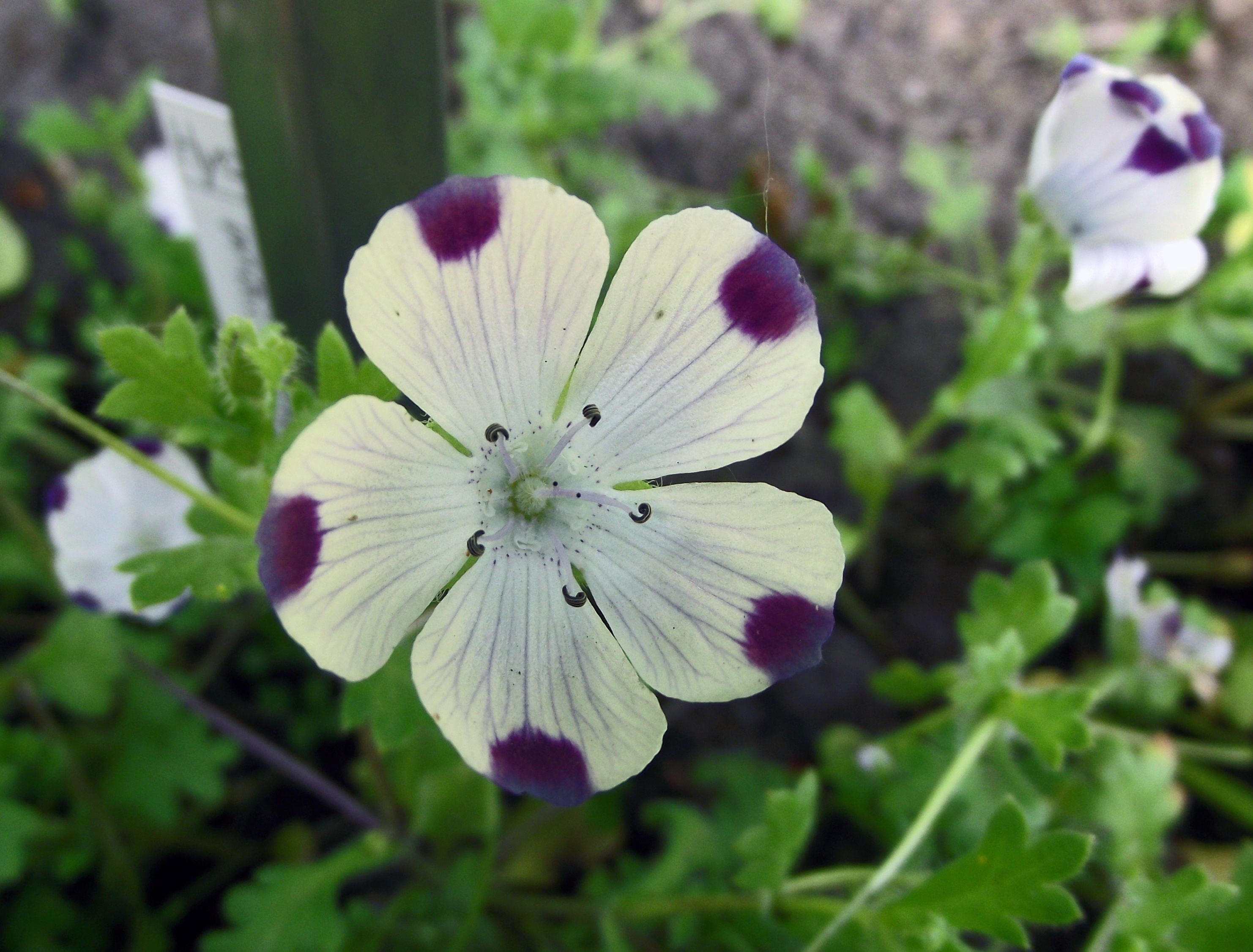
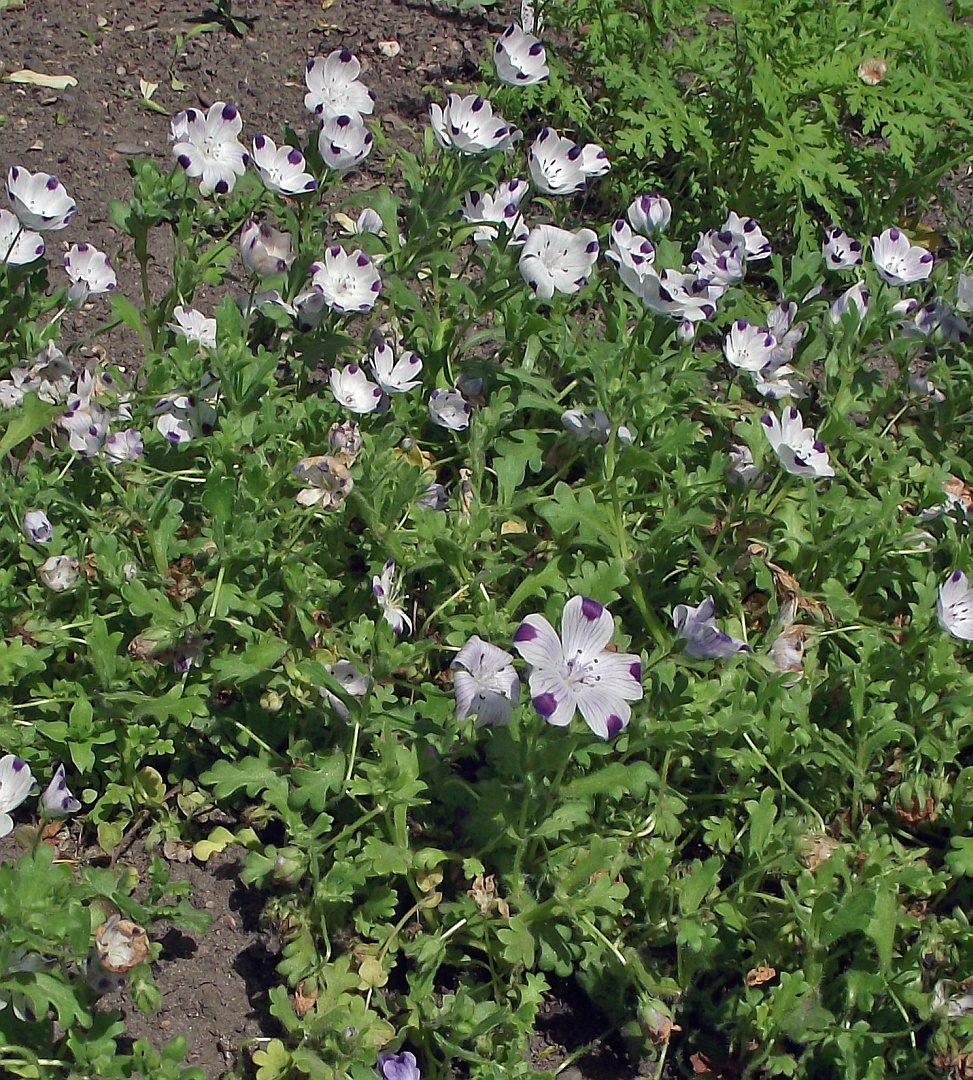